# Liste der Kulturdenkmäler in Onsdorf
In der Liste der Kulturdenkmäler in Onsdorf sind alle Kulturdenkmäler der rheinland-pfälzischen Ortsgemeinde Onsdorf aufgeführt. Grundlage ist die Denkmalliste des Landes Rheinland-Pfalz (Stand: 8. Februar 2023).

## Einzeldenkmäler
| Bezeichnung                           | Lage                    | Baujahr                 | Beschreibung | Bild                           |
| ------------------------------------- | ----------------------- | ----------------------- | --- | ------------------------------ |
| Katholische Filialkirche St. Hubertus | Hubertusstraße Lage     | 1929                    | Saalbau 1929, gotischer Chor; auf dem Vorplatz Kenotaph, 1871; am Weg Schaftkreuz, bezeichnet 1756                                                                                | weitere Bilder Fotos hochladen |
| Hofanlagen                            | Brückwies 4, 8, 12 Lage | 18. und 19. Jahrhundert | geschlossene Zeile aus ehemals mehreren Hofanwesen mit der ältesten erhaltenen Bausubstanz des Ortes, 18. und 19. Jahrhundert; Nr. 12: schiefergedeckter Krüppelwalmdachbau, 1855 | Fotos hochladen                |